# Пловье, Паскаль
Паскаль Иван Пловье (нидерл. Pascal Yvan Plovie; 7 мая 1965, Брюгге, Бельгия) — бельгийский футболист, защитник известный по выступлениям за «Брюгге» и сборной Бельгии. Участник Чемпионата мира 1990 года.

## Клубная карьера
Пловье начал карьеру в клубе «Брюгге» из своего родного города. В 1985 году он дебютировал за команду в Жюпиле лиге. Паскаль был запасным, но несмотря на это он стал обладателем Кубка Бельгии. В 1986 году для получения игровой практики Пловье перешёл в «Антверпен». В новой команде он стал основным защитником и провёл два хороших сезона. В 1988 году Паскаль вернулся в «Брюгге» уже в качестве игрока основы. С командой он трижды выиграл чемпионат и столько же раз стал обладателем национального кубка. В 1996 году Паскаль вернулся в «Антверпен», где через два года завершил карьеру.

## Международная карьера
В 1990 году Пловье дебютировал за сборную Бельгии. В том же году он был включен в заявку национальной команды на участие в Чемпионате мира в Италии. На турнире он сыграл в матче против сборной Испании.

## Достижения
Командные
 «Брюгге»
- Чемпион Бельгии — 1990
- Чемпион Бельгии — 1992
- Чемпион Бельгии — 1996
- Обладатель Кубка Бельгии — 1986
- Обладатель Кубка Бельгии — 1991
- Обладатель Кубка Бельгии — 1995
- Обладатель Кубка Бельгии — 1996